# Carl Philipp Gütschow

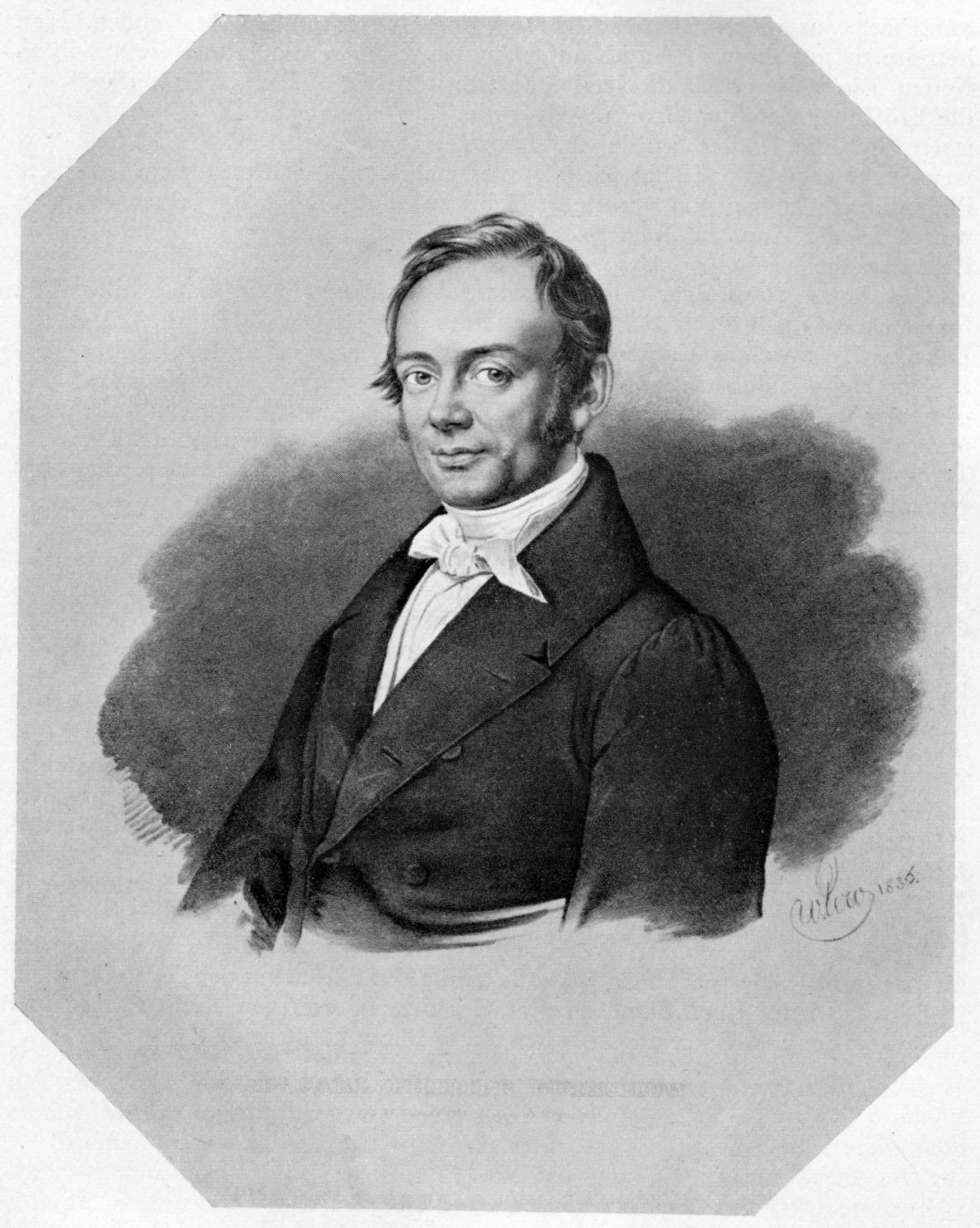
Carl Philipp Gütschow, Lithographie von Johann Nepomuk Strixner nach einer Vorlage von Joseph Wilhelm Pero (1836)

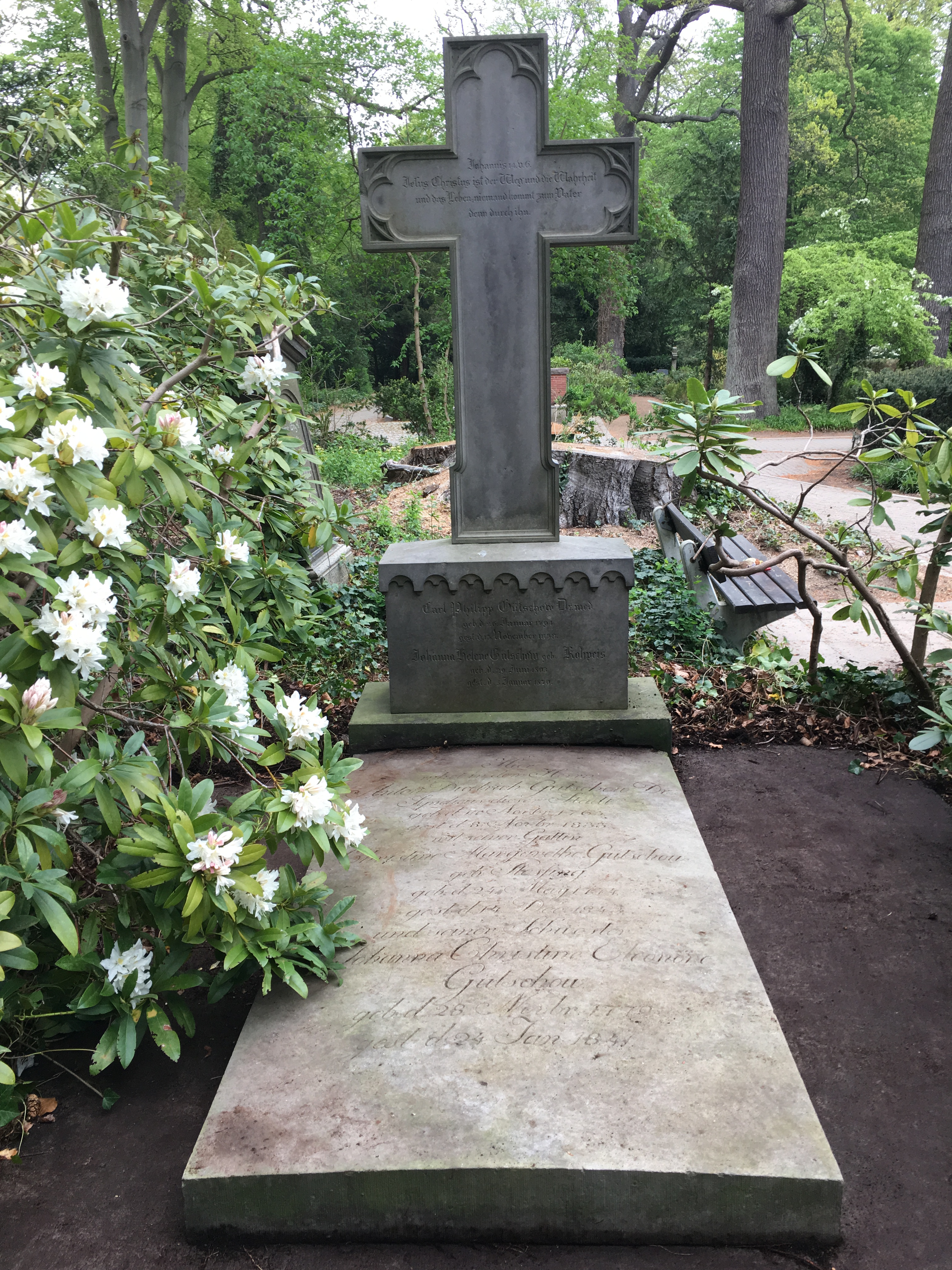
Familiengrab auf dem Burgtorfriedhof

Carl Philipp Gütschow (* 26. Januar 1794 in Lübeck; † 13. November 1838 ebenda) war ein deutscher Mediziner und erster Arzt der Lübecker Irrenanstalt.

## Leben
Carl Philipp Gütschow war ein Sohn des Lübecker Ratssyndicus Anton Diedrich Gütschow und seiner Ehefrau Christine Margreth, geb. Plessing, Tochter des Lübecker Bürgermeisters Johann Philipp Plessing. Er besuchte das Katharineum zu Lübeck bis Ostern 1814. Nach einer kurzen Zeit als Kriegsfreiwilliger der Hanseatischen Legion begann Gütschow sein Medizinstudium an der Universität Kiel; im April 1815 wechselte er an die Universität Göttingen, wo er 1817 zum Dr. med. promoviert wurde. Er wurde 1815 Mitglied des Corps Hannovera Göttingen.
1819 wurde er zum ersten festangestellten Hausarzt der 1788 erbauten Lübecker Irrenanstalt bestellt. Ab 1820 war er gleichzeitig Armenarzt für das Lübecker Jakobi-Quartier. Er reformierte das Irrenhaus grundlegend, machte nicht nur Gefährlichkeit, sondern auch Behandlungsbedürftigkeit zum Kriterium der Aufnahme und führte erstmals eine Beschäftigungstherapie ein. Gütschow war Mitglied des Ärztlichen Vereins zu Lübeck und der Gesellschaft zur Beförderung gemeinnütziger Tätigkeit in Lübeck.
Sein Nachfolger wurde Georg Bernhard Eschenburg.
Gütschow war verheiratet mit Johanna Helene geb. Kohpeis (1803–1870) und hatte mit ihr drei Töchter und drei Söhne. Else Gütschow und Margarethe Gütschow waren seine Enkelinnen.
In Thomas Manns Roman Buddenbrooks, für den er 1929 den Nobelpreis für Literatur erhielt, diente Gütschow als Vorbild für Dr. Friedrich Grabow, den Hausarzt der Familie Buddenbrook.

## Werke
- Antiquioris scarlatinae febris historiae adumbratio. Goettingae: typis Friderici Ernesti Huth 1817 (Diss.)